# Adolphe d'Archiac
Étienne Jules Adolphe Desmier de Saint-Simon, vicomte d'Archiac, né à Reims le 24 septembre 1802 et mort à Paris le 24 décembre 1868, est un géologue et paléontologue français.

## Biographie
Élevé à Mesbrecourt (Aisne), il fait ses études à Saint-Cyr. Il sert comme officier de cavalerie pendant neuf ans jusqu'en 1830, date à laquelle il se retire. En 1828, il publie un roman, Zizim, ou les Chevaliers de Rhodes, roman historique du XVe siècle.
Son principal centre d'intérêt devient alors la géologie. Il est avec Jacques Boucher de Perthes le véritable fondateur de la géologie préhistorique en France. Ses premières publications scientifiques concernent les couches du Tertiaire et du Crétacé en France, en Belgique et en Angleterre où il étudie plus spécialement la distribution géographique et stratigraphique des fossiles. Plus tard, il poursuit avec les formations du Carbonifère, du Dévonien et du Silurien.
Son ouvrage majeur est l’Histoire des progrès de la géologie de 1834 à 1859, publié en huit volumes de 1847 à 1860. En 1853, la Geological Society of London lui décerne la médaille Wollaston. La même année, il publie une monographie avec Jules Haime sur la formation nummulitique de l'Inde. En 1857 il est élu membre de l'Académie des sciences et en 1861, en tant que professeur, il occupe la chaire de paléontologie du Muséum national d'histoire naturelle, chaire qui était restée vacante depuis quatre ans à la mort d'Alcide d'Orbigny en 1857. Sur la fin de sa carrière, il publie entre autres : Paléontologie stratigraphique (3 volumes, 1864-1865), Géologie et paléontologie (1866), ainsi que plusieurs contributions paléontologiques à l’Asie Mineure de Petr Aleksandrovitch Tchikhatcheff (1866).
Célibataire, souffrant d'une dépression sévère, il se suicide le réveillon de Noël 1868 en se jetant dans la Seine, après avoir démissionné de l’Académie des sciences. On ne retrouva son cadavre, à Meulan, que le 30 mai 1869.

## Publications
- Mémoire sur la formation crétacée du Sud-ouest de la France, Paris, F.G. Levrault, 1837 (lire en ligne)
- Observations sur le groupe moyen de la formation crétacée, Paris, F.G. Levrault, 1839 (lire en ligne)
- Description géologique du département de l'Aisne, Paris, Langlois et Leclercq, 1843 (lire en ligne)
- Description des fossiles recueillis par M. Thorent dans les couches à nummulites des environs de Bayonne, Paris, P. Bertrand, 1846 (lire en ligne)
- Études sur la formation crétacée des versants sud-ouest et nord-ouest du plateau central de la France, Paris, Fain et Thunot, 1846 (lire en ligne)
- Rapport sur les fossiles du Tourtia : légués par M. Léveillé à la Société géologique de France, Paris, P. Bertrand, 1847 (lire en ligne)
- Descriptions des fossiles du groupe nummulitique recueillis par M.S. - P. Pratt et M.J. Delbos aux environs de Bayonne et de Dax, Paris, P. Bertrand, 1850 (lire en ligne)
- Les Corbières : Études géologiques d'une partie des départements de l'Aude et des Pyrénées-orientales, Paris, Gide et J. Baudry, 1856 (lire en ligne)
- Cours de paléontologie stratigraphique professé au Muséum d'histoire naturelle. Première année, 2 volumes, Paris, F. Savy, 1862-1864 lire en ligne à partir du premier volume
- Introduction à l’étude de la paléontologie stratigraphique, éditeur F. Savy, 1894, 2 tomes.
- Histoire des progrès de la géologie de 1834 à 1859, 8 tomes en 9 volumes, Paris, 1847-1860, lire en ligne à partir du premier tome
- Paléontologie de la France, Paris, Imprimerie impériale, 1868 (lire en ligne)